# Rivière Judith
Pour les articles homonymes, voir Judith.
La rivière Judith est un affluent de la rivière Bécancour. Elle coule dans la ville de Bécancour, dans la région administrative du Centre-du-Québec, au Québec, au Canada.

## Géographie
Les principaux bassins versants voisins de la rivière Judith sont :
- côté nord : rivière Bécancour, fleuve Saint-Laurent ;
- côté est : rivière Bécancour ;
- côté sud : Lac Saint-Paul, Chenal d'en Haut ;
- côté ouest : rivière Godefroy.

La rivière Judith prend sa source en zone agricole et forestière à côté de l'autoroute 30 à  Bécancour à 3,5 km à l'est de l'autoroute 55.
La rivière Judith coule sur 6,6 km vers le nord-est dans le secteur de Sainte-Angèle-de-Laval, en traversant l'autoroute 30.
La rivière Judith se déverse sur la rive ouest de la rivière Bécancour à côté du pont de la route 132, à 2,7 km en amont de la confluence de la rivière Bécancour et à 1,2 km en aval du pont de l'autoroute 30. Sa confluence est située face au côté nord du village de Bécancour, juste en aval du Cap des Mares et de l'île Montesson.

## Toponymie
Le toponyme « rivière Judith » a été officialisé le 17 août 1978 à la Commission de toponymie du Québec.